# امتیاز سوپرمارکت
امتیاز سوپرمارکت (انگلیسی: Imtiaz) شرکت خرده‌فروشی پاکستانی است، که در سال ۱۹۵۵ توسط امتیاز عباسی تأسیس شد.